# Uwe Fröhlich
Uwe Fröhlich (* 29. August 1960 in Sarstedt) ist ein deutscher Bankmanager und war bis Ende Juni 2024 Co-Vorstandsvorsitzender der DZ Bank.

## Leben
Nach zwei Jahren im Zivildienst bei der Johanniter-Unfall-Hilfe und einer Ausbildung zum Bankkaufmann bei der Landesgenossenschaftsbank in Hannover studierte Fröhlich Betriebswirtschaftslehre in Lüneburg. Von 1985 bis 1989 arbeitete Fröhlich zunächst bei der Arthur Andersen Unternehmensberatung in Hamburg. Im Jahr 1989 kam er dann zu IBM Deutschland, wo er zuletzt als Generalbevollmächtigter den Bereich Financial Services (Kreditinstitute) leitete. 2001 trat Fröhlich in den Vorstand der Berliner Volksbank, der größten genossenschaftlichen Ortsbank, ein. Im Jahr 2008 wechselte Fröhlich dann auf die Verbandsebene und wurde Mitglied des Vorstands des Bundesverbandes der Deutschen Volksbanken und Raiffeisenbanken (BVR). Im selben Jahr wurde Fröhlich Präsident des BVR. Nach fast zehnjährigem Engagement im Vorstand des BVR wechselte Fröhlich als Generalbevollmächtigter zum 1. November 2017 zur genossenschaftlichen DZ Bank. Vor dem Hintergrund der stärkeren Separierung der Holding- und Geschäftsbank-Funktion der DZ Bank wurden Uwe Fröhlich und Cornelius Riese zum 1. Januar 2019 als Co-Vorsitzende des Vorstands der DZ Bank bestellt.
Fröhlich war bis zu seinem Ruhestand Mitte 2024 Vorsitzender des Aufsichtsrats bei den Unternehmen der DZ Bank Gruppe: DZ Hyp, DZ Privatbank, VR Smart Finanz. Sein Nachfolger als Vorsitzender des Aufsichtsrat der DZ Hyp wurde Johannes Koch.

## Mitgliedschaften
Er ist Mitglied der Deutschen Gruppe der Trilateralen Kommission in Europa (Stand Dezember 2019).

## Gesellschaftliches Engagement
Fröhlich war bis zu seinem Ruhestand Mitte 2024 Mitglied des Kuratoriums des Städel Museum in Frankfurt am Main.

## Ehrungen und Auszeichnungen
- 2019 Geldmanager des Jahres der Zeitung Handelsblatt.[11]
- 2014 Preis Pro Ehrenamt des Deutschen Olympischen Sportbundes.[12]
- 2022: European Banker of the Year[13]